# Канайкин, Владимир Алексеевич
Владимир Алексеевич Канайкин (род. 21 марта 1985, Атюрьево, Мордовская АССР) — российский легкоатлет (спортивная ходьба), представитель мордовской школы спортивной ходьбы. Экс-рекордсмен мира в ходьбе на 20 километров (с сентября 2007 года по июнь 2008 года). Чемпион мира среди юниоров 2002 года в ходьбе на 10 километров. Мастер спорта России международного класса.

## Карьера
В августе 2008 года после выигрыша чемпионского титула на первенстве России был дисквалифицирован (с 9.9.2008 до 8.9.2010) на два года за употребление запрещенного препарата эритропоэтина, со снятием титула.
Участвовал на Олимпийских играх 2012 в Лондоне на дистанции 20 км. Долгое время держался в числе лидеров, но был дисквалифицирован судьями за нарушение правил ходьбы.

### Допинг-скандал
Перед играми 2008 года в Пекине Всемирное антидопинговое агентство (WADA) дисквалифицировало Владимира Канайкина на два года за применение запрещенных препаратов. Сам спортсмен заявил что не знает, как мог эритропоэтин оказаться в его пробах.
В декабре 2012 года Международная ассоциация легкоатлетических федераций (ИААФ) уведомила Всероссийскую федерацию лёгкой атлетики (ВФЛА) о неблагоприятных гематологических профилях пяти ведущих ходоков России, в число которых входил Владимир Канайкин. Спустя два года, 20 января 2015 года, РУСАДА объявила о пожизненной дисквалификации Владимира Канайкина, начиная с 15 октября 2012 года, и об аннулировании его результатов, показанных за два периода: 25 января — 25 марта 2011 года и 16 июня — 27 сентября 2011 года. Нарушение антидопинговых правил было установлено на основании аномальных показателей гематологического профиля в рамках программы биологического паспорта ИААФ.
24 марта 2016 года Спортивный арбитражный суд в Лозанне принял решение аннулировать все результаты Канайкина с 25 февраля 2011 года по 17 декабря 2012 года.